# Église San Severo fuori le mura

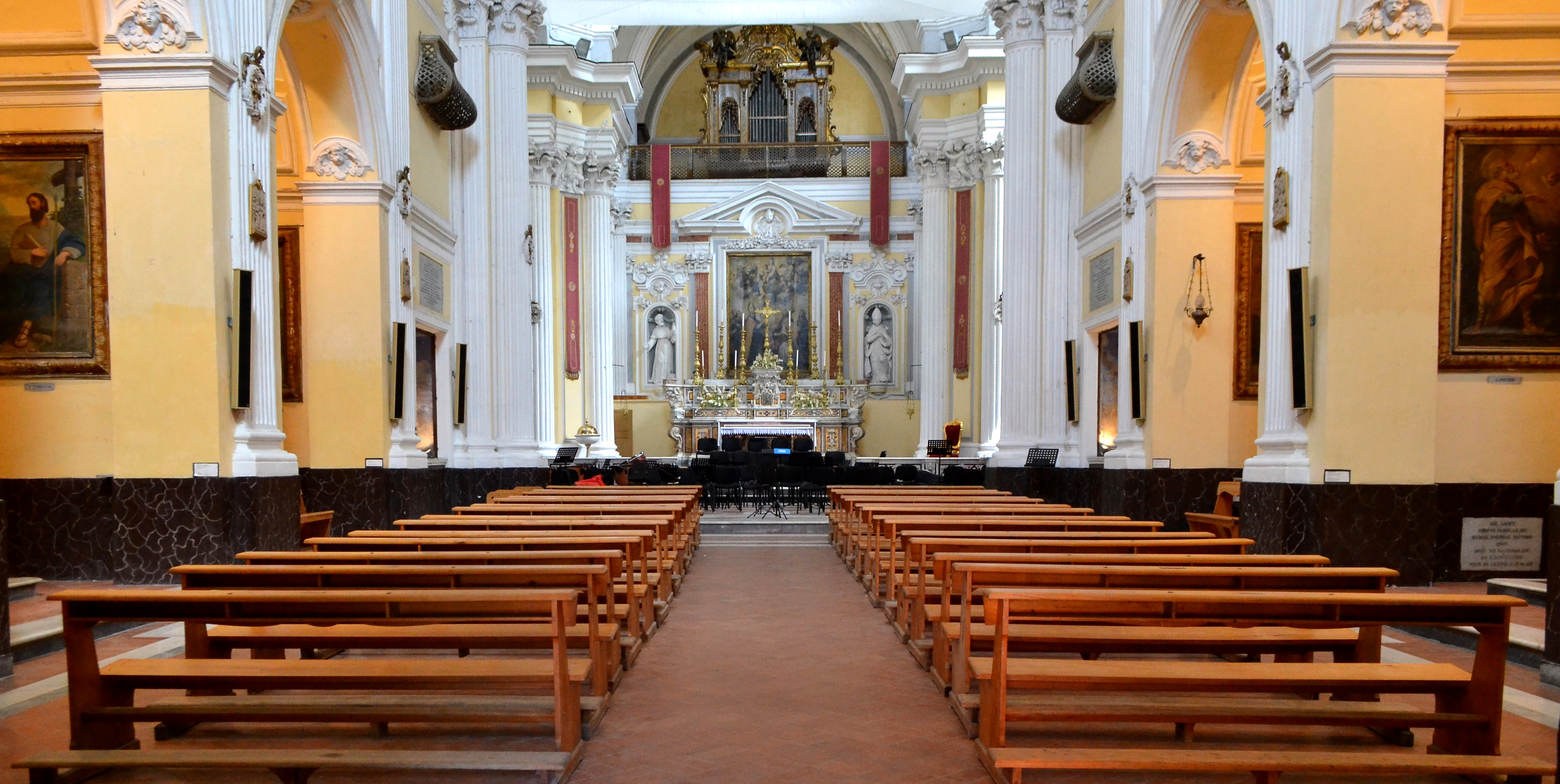
Vue interne.

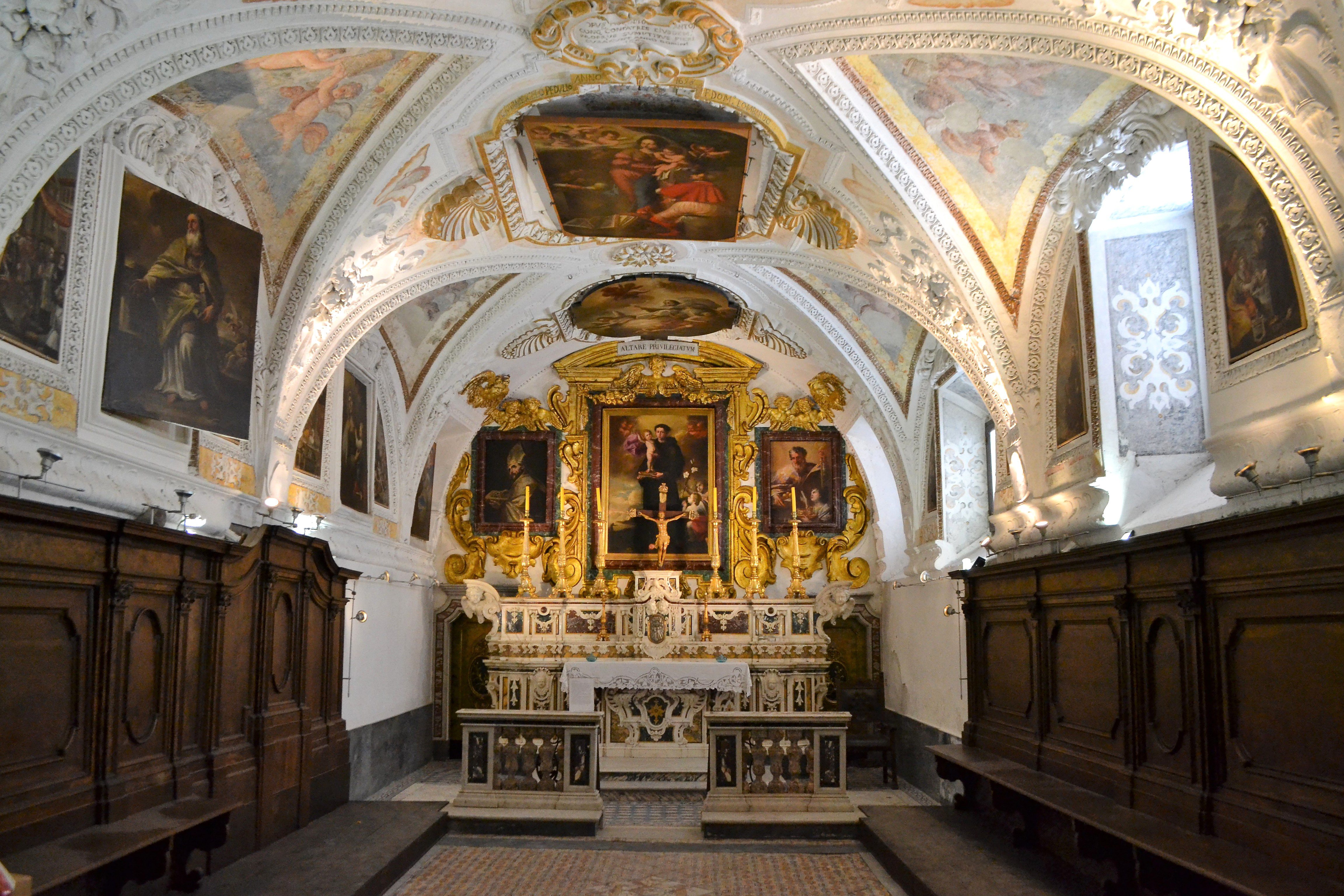
Chapelle de Saint-Antoine (Autre vue interne.)

Pour les articles homonymes, voir Église San Severo.
L'église San Severo fuori le mura (Saint-Sever-hors-les-Murs) est une église de Naples donnant sur la piazza San Severo a Capodimonte dans le rione Sanità, d'où l'autre nom de l'église : San Severo alla Sanità. 

## Histoire
À la fin du IVe siècle, l'évêque de Naples, saint Sever (ou Severus), est enterré sur ce site. Lorsque sa dépouille est translatée en l'église San Giorgio Maggiore, les fidèles délaissent quelque peu l'endroit des catacombes. Une église est bâtie à proximité en 1573, selon la volonté du cardinal Mario Carafa qui la concède aux frères mineurs conventuels.
Un siècle plus tard en 1680, les frères font entièrement réaménager leur couvent et l'église conventuelle, selon les plans de Dionisio Lazzari.

## Œuvres principales
Un petit tunnel de la troisième chapelle permet d'accéder aux catacombes et il est possible d'en admirer les fresques récemment restaurées avec  minutie, au bout de longues années.
De chaque côté du chœur, se trouvent deux tableaux de Paolo de Matteis datant de 1709: La Visitation et Notre-Dame du Rosaire provenant de l'église du Divin-Amour, aujourd'hui disparue.
Le transept de gauche présente un remarquable bas-relief de marbre figurant La Vierge à l'Enfant, commandé en 1600 par Camillo Maresca.
La Cappella dei Bianchi accueille l'œuvre Figlio Velato (it) (le Fils Voilé) du sculpteur Jago. 

### Source de la traduction
- (it) Cet article est partiellement ou en totalité issu de l’article de Wikipédia en italien intitulé « Chiesa di San Severo fuori le mura » (voir la liste des auteurs).